# けみ芥見
けみ 芥見（けみ あくたみ、1979年6月25日 - ）は、岐阜県出身の芸術家、ファッションデザイナー、アートディレクター。一般社団法人 ONEART 代表理事。

## 概要
パリやモナコ、ニューヨーク等、海外で活動する芸術家。
障がい児×アートの「ONEART」活動で関わった親御達へ1,200万円寄付をしたり、日本人モデルを海外ランウェイに挑戦させるプロジェクトにも注力し、関わった人たちの人生の応援を続けている。

## 経歴
1979年（昭和54年）岐阜県岐阜市に生まれる。美術家の母の下、絵画、陶芸などに触れて育った。29歳の時に事業に失敗。
2012年（平成24年）32歳から本格的な芸術活動を開始する。友人の勧めで芸術家に転身。美濃和紙に魅せられ、岐阜県美濃市に移住し伝統工芸士に美濃和紙を習う。冬には単身でパリに渡りヨーロッパでの創作活動を開始。活動拠点をフランス・パリに移す。パリ現代アートの中心マレで個展デビュー。『春夏秋冬展』gallery metanoiaで初となる個展を開催。
2013年（平成25年）国内初の個展を長野県松本市のアンティーク家具・雑貨『Victorian Craft』のギャラリースペースで開催。海外個展は『和風月名』と題し、gallery metanoia（パリ）、ARTE GIAPPONE（ミラノ）、華山1914（台北）で開催。
2014年（平成26年）肖像画『ケミポレ』誕生。中村勘九郎、中村七之助、星野仙一、杉本彩、最上もが、木村優、moumoonYUKAなどを描く。個展は『OTSUKI』STRIPR’S SPACE（六本木）『Jiku』NPC iShop（御茶ノ水）。AATJ株式会社主催のイベント『TOKYO CRAZY KAWAII TAIPEI』花博公園（台北）に参加する。
2015年（平成27年）パリでの個展『Jiku』gellery metanoiaで現地のキュレーターに絶賛され、モンテカルロで行われた『VERSACE Fashion Art 2015』に招聘される。個展は他に『JAPAN ART EXPO 2015』Gallery 21（バンコク）を行う。美濃和紙師匠（伝統工芸士）から「美濃におらんから破門や」と絶縁を宣告される。ケミポレでは、ヴランジーミル・マラーホフ、李忠成、桂三度、武田静加、などを描いた。
2016年（平成28年）春、前年のVERSACE Fashion Art で仲良くなったギャラリストに着物姿を絶賛されデザイナーになることを進められ、Kimonoブランド『AKITSU』を設立する。Gellery Carre Dore（モンテカルロ）でデビュー。日本の伝統衣装着物を海外向けに簡略させた『KIMONO』を発信。またチャリティ活動として、知的障がい児のアートを発掘する活動をスタート。知的障がい児の才能を探求すると同時に、得た売上の一部を障がい児の家族に奨学金として還元している。本活動は社会的な意義が大きい事から様々なメディアに取り上げられており、現在もONEARTの全国展開に鋭意挑戦中である。個展は『Chemi Akutami Japanese Artist』MaKaRi（ニューヨーク）、『ギャルポレ』丸栄百貨店（名古屋）を行い、大阪展『天空のけみ』の前日に香里能楽堂50周年の舞台で50歳を迎えた野村萬斎にケミポレの贈呈。障がい児コラボアート『ディセーブルドアーツチャリティー』（後のONEART）の第一回目の展示会を開催し、原画を描いた子供のご家族に奨学金として105万円を送金する。ケミポレでは、立花亜野芽、吉田沙保里、忍成修吾、Taiki Takahasi、Mgehronなどを描いた。
2017年（平成29年）個展『MASK』丸栄百貨店（名古屋）『Ukiyo du Japon』Castle Lock（モンテカルロ）で開催。デヴィッド・ボウイ没1年『TRIBUTE TO DAVID BOWIE』Gellery Carre Dore（モンテカルロ）に出展したKimonoがロンドンのファッション誌『FEROCE MAGAZINE』の企画「HEROES」1ページに掲載される。Geneva Motor Show（Palexpo・ジュネーブ）に出展した自動車チューニングメーカー『Liberty Walk』の衣装デザインを手がける。障がい児コラボアート『DAC』（後のONEART）では仙台・熊本・名古屋・熱海・東京と展示会を開催。ケミポレでは、片岡愛之助、月亭方正、佐藤修、などを描いた。
2018年（平成30年）作品”SHOGUN”がアメリカワシントンDCスリランカ大使館と、フランス南東部クールシュヴェルのHotel SnowLodgeに贈呈される。障がい児コラボアート『DAC』（後のONEART）では大阪・札幌・東京と展示会を開催し、ニューヨーク『MaKaRi』では個展『50:50』と『DAC NYC』を同時開催する。ケミポレでは、水原佑果、再び中村七之助、マーク・パンサーなどを描いた。
2019年（令和元年）アートディレクターとしてパリのアート展『TFEA in PARIS』gallery metanoiaを主催し、ゲストには書道家のmaayaWakasugiを招いた。ファッションデザイナーとして『SATISFASHION MONACO』Le Meridien Beach Plaza（モンテカルロ）、『SATISFASHION MILANO』Chiostri di san Barnaba（ミラノファッションウィーク）に参加。障がい児コラボアート”DAC”（後のONEART）では大阪・名古屋・札幌・東京と展示会を開催。AbemaTV『Amazonの代引きを利用した送り付け詐欺』被害者として出演。
2020年（令和2年）Kimonoブランド”AKITSU Chemi Akutami”がパリファッションウィーク（パリコレ）デビュー『parisfashion』Le Salon des Miroirs（パリ）。コロナの影響に反抗すべく千体のだるま『七千転び八千起き』プロジェクトを開始する。RUSSELUNO SAPPORO（札幌）、さっぽろ東急（札幌）、エスプラナードギャラリー（名古屋）、Delupin Japan 熊本（熊本）、URBAN RESEARCH KYOTO（京都）、カラフルタウン（岐阜）、名鉄百貨店（名古屋）、Ego - Art & Entertainment Gallery（東京）での展示会を開催。アーバンリサーチとコラボを企画。アートディレクターとして札幌のさっぽろ東急にて「東急千華展」を主催、ゲストにはフローリストGANON Hikaru Seinoや石岡美久、親方（PUNK DRUNKERS）らも参加。2016年から続けて来た障がい児コラボアート『DAC』を『一般社団法人ONEART』と改め、大阪、札幌と展示会を開催する。ケミポレでは、はなわ、などを描いた。
2021年（令和3年）スーパー耐久シリーズBMW Sports Trophy『SS/YZ RACING with Studie』の車体やレーシングスーツのデザインを手掛け（BMWの文字から連想された和柄の”二重籠目”をカラフルに描き話題）、ファッションショーは『SATISFASHION ROMA』Palazzo Ferrajoli（ローマ）ローマ・クチュール、『SATISFASHION MILANO』Chiostri di san Barnaba（ミラノ）、ミラノファッションウィークで発表した ”このあと塾Tシャツ”（同郷のギャグ漫画家宮川サトシとの雑談中に生まれた作品）ランウェイを歩くモデルの表情からも「このあと塾感が出てる」などと話題になりTwitterで90,000いいねとバズり、ネット各メディアやテレビ「THE TIME,（TBSテレビ）」「お笑い実力刃（テレビ朝日）」にも取り上げられる。障がい児コラボアート”ONEART”では、名古屋、札幌、東京と展示会を開催。ケミポレでは、木村沙織、などを描いた。
2022年（令和4年）日本人モデルへの海外活動支援として『RUNWAY DREAM PROJECT』を始動。モデルを一般募集しオーディションを行う。７月ローマオートクチュールでデビューが決定した。。9月ミラノファッションウィークにて、車椅子モデル葦原海を歩かせる。12月には「ASTJ（ALWAYSUPPORTALENT JAPAN）」と改名した。ケミポレでは、K-1の武尊選手を描いた。障がい児コラボアート”ONEART”では大阪、名古屋、札幌、仙台、東京と展示会を開催。
2023年（令和5年）GTアジアシリーズ「2023年Fanatec GT World Challenge Asia」では再び ”YZ Racing with BMW M Team Studie"の車体やレーシングスーツのデザインを手掛け、チームもアジアチャンピオンになる。ファッションショーはパリファッションウィーク「SATISFASHION PARIS」ミラノファッションウィーク「SATISFASHION MILANO」に参加し、モデルオーディションASTJから７名をデビューさせる。また同日グラビアアイドルであるくりえみを歩かせた。アートディレクターとしてパリのアート展『TOKYOART』Centre Culturel Italien Parisを主催。障がい児コラボアート”ONEART”では大阪、名古屋、札幌、仙台、東京と展示会を開催した。
2024年（令和6年）「2024年Fanatec GT World Challenge Asia」では再び ”YZ Racing with BMW"の車体やレーシングスーツのデザインを手掛けた。ケミポレでは鈴木千裕などを描いた。ファッションデザイナーとして同年9月にはNYFW(ニューヨークファッションウィーク)に参加し、モデルオーディションASTJから日本人5名を参加させた。そしてVOUGE ITALIA、ELLE italyにも掲載される。同月にMFW（ミラノファッションウィーク）「SATISFASHION MILANO」にも参加し、モデルオーディションASTJから日本人6名を参加させた。また同月にPFW（パリファッションウィーク）では、自身初の主催である「AKITSU Chemi Akutami PARIS 2024」を開催し、モデルオーディションASTJから13名をデビューさせる。またパリでは、Yamato Inoue(インフルエンサー)や、世界一明るい障害者の成澤俊輔も参加した。障がい児コラボアート”ONEART”では神戸、名古屋、札幌、仙台、東京と展示会を開催し、新たな試みとして株式会社小学館集英社プロダクションの依頼で現役受刑者アート”PRISONART”を始め
新宿マルイで静岡刑務所受刑者達とのコラボアート展を開催し、全９作品売却し売上を能登半島地震の被害者へと送った。

## 人物・作風
- 芸術家の母の下で育ち、趣味で絵を描いていた。32歳まで破天荒に生きたが、「アートこそが自分を生かす道だ」と気付いて画家に転身した[2]。
- 創作活動を進めるにつれ心象風景を再現するのに既成のキャンバスでは納得いかず、様々な物を試した。木に描き、石に描き、多くの素材を試した後、和紙に出会う。その後、色々な和紙に描き、散々試した結果、自分のルーツである「岐阜（美濃）の和紙こそが最も自分の心を表現するのに適していた」と確信する。感動のあまり、美濃和紙伝統工芸士の下に弟子入りした[14]。
- 新しい表現として美濃和紙の「落水紙」を用いて光を使う。オリジナルの技法「落水透世」を考案。2014年（平成26年）11月27日「和紙 日本の手漉和紙技術」としてユネスコ無形文化遺産に登録された[15]。
- 「完成したモノを壊す」という概念、人が内面に持つ”光と影”や”表と裏”にフォーカスした立体物の作品50:50シリーズを展開する。
- 古きを重んじ新しきを創造する。着物ブランドAKISTUのデザインは着物カルチャーとストリートカルチャーを融合させたデザインとなっている。主にヨーロッパで注目を集め、雑誌やファッションショー”パリファッションウィーク””ミラノファッションウィーク””ローマオートクチュール”などに参加する。
- 「ハッピーに人生を送っている人」であれば誰でも参加可能なモデルオーディション「ASTJ」を主催する。20名以上の日本人モデルに海外のランウェイで歩くという大きなチャンスを与えている。

## 出演

### テレビ
- 『ニュース シブ5時』（NHK総合テレビジョン）
- 『THE TIME,』（TBSテレビ）
- 『お笑い実力刃』（テレビ朝日）
- 『まるっと!』（NHK名古屋放送局）
- 『ひるまえほっと』（NHK東京）
- 『東京BOX』（NHK東京）
- 『ぎふカルチャー』（NHK岐阜）
- 『ウィークエンド中部』（NHK中部）
- 『Jチャンネル』（熊本朝日放送）
- 『キャッチ！ブランチ』（中京テレビ）
- 『ワイド！スクランブル』（メーテレ）
- 『みんなのニュースone』（東海テレビ）

### インターネット放送
- 『ABEMA Prime』（AbemaTV）